# Chrysococcyx caprius
Chrysococcyx caprius là một loài chim trong họ Cuculidae.

## Hình ảnh

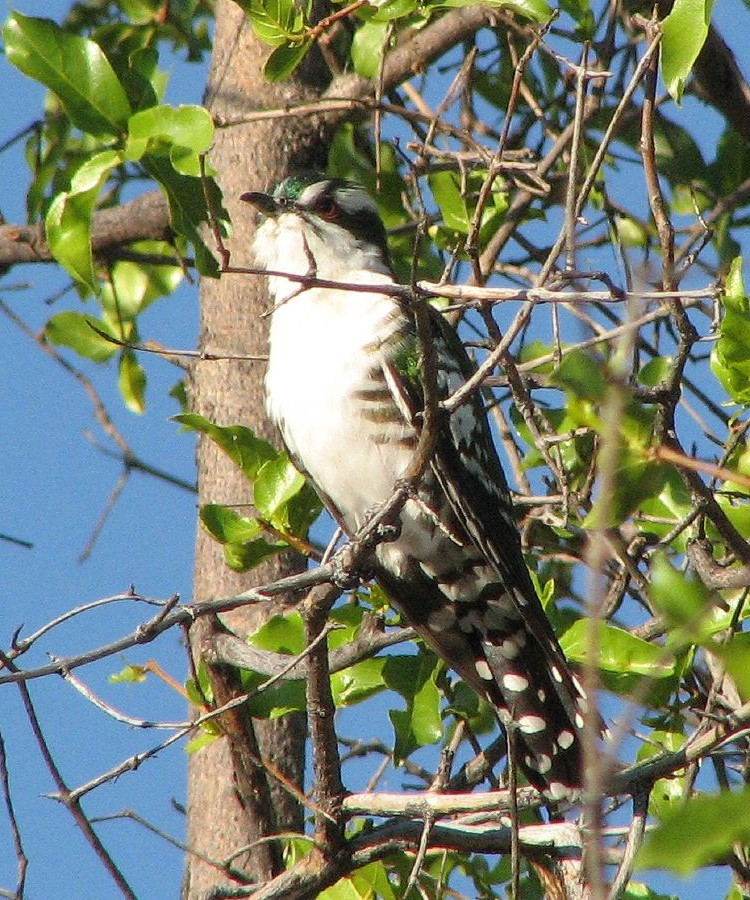
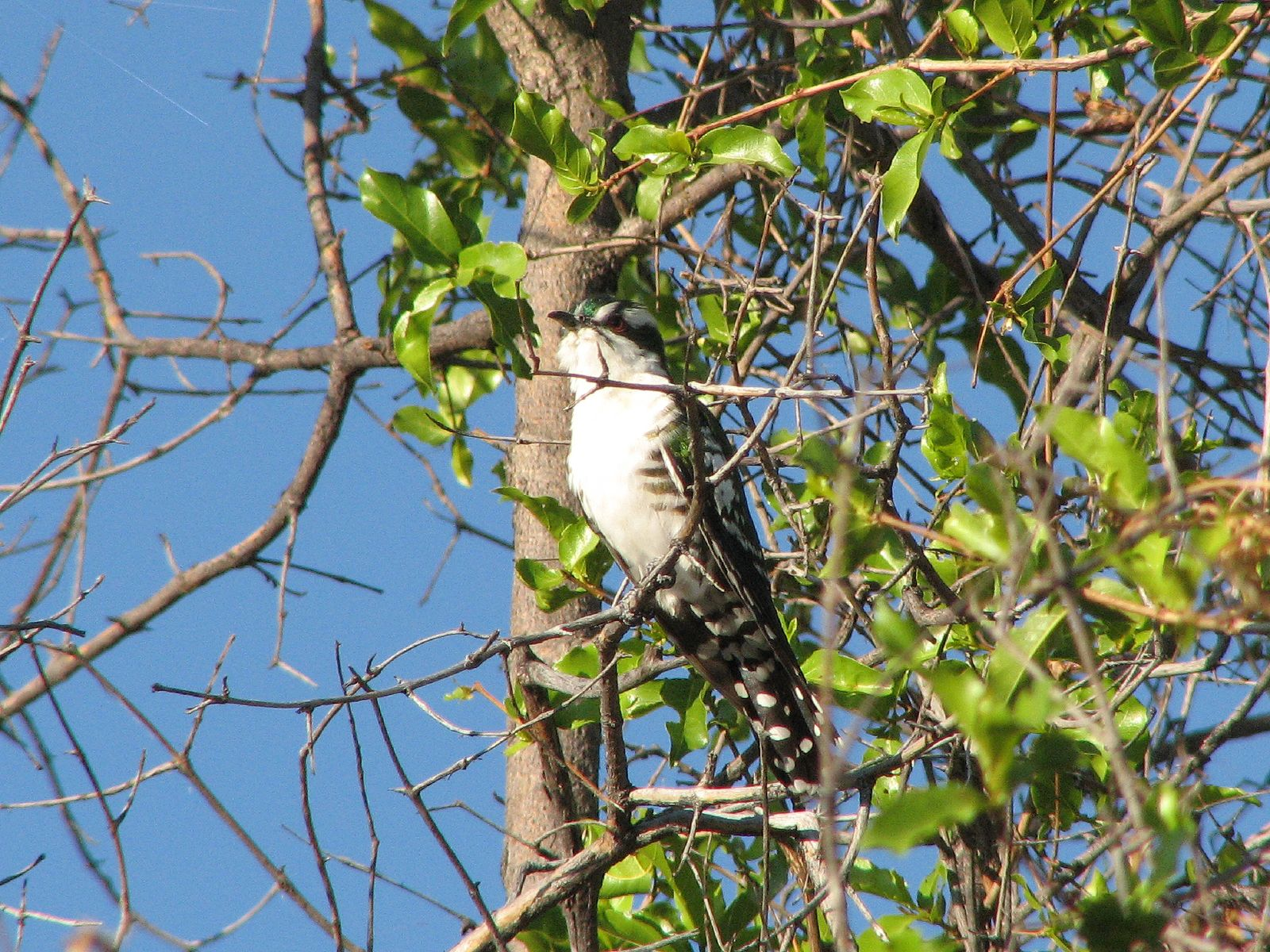